# 45 Волопаса
45 Волопаса (лат. 45 Boötis), c Волопаса (лат. c Boötis), HD 134083 — тройная звезда в созвездии Волопаса на расстоянии приблизительно 63,1 световых лет (около 19,4 парсеков) от Солнца. Возраст звезды определён как около 1 млрд лет.

## Характеристики
Первый компонент (CCDM J15074+2453A) — жёлто-белая звезда спектрального класса F5V, или F0. Видимая звёздная величина звезды — +5m. Масса — около 1,4 солнечной, радиус — около 1,392 солнечного, светимость — около 3,415 солнечных. Эффективная температура — около 6567 K.
Второй компонент (GSC 02024-00055) — жёлтая звезда спектрального класса G-F. Видимая звёздная величина звезды — +10,8m. Радиус — около 1,16 солнечного, светимость — около 1,558 солнечной. Эффективная температура — около 5999 K. Удалён на 107,4 угловых секунды.
Третий компонент (BD+25 2874) — оранжево-красный карлик спектрального класса M0V, или K6. Видимая звёздная величина звезды — +9,9m. Масса — около 0,578 солнечной, радиус — около 0,55 солнечного, светимость — около 0,075 солнечной. Эффективная температура — около 3934 K. Удалён от первого компонента на 247,9 угловых секунды, от второго компонента на 169,8 угловых секунды.

## Описание
Звезда наблюдается севернее 66° ю.ш, то есть видна практически на всей территории обитаемой Земли, за исключением Антарктиды. Лучшее время для наблюдения — май.
45 Волопаса движется несколько медленнее относительно Солнца, чем остальные звёзды: её радиальная гелиоцентрическая скорость равна −7 км/с, что на 30% медленнее скорости местных звёзд Галактического диска, а также это значит, что звезда приближается к Солнцу. Сама звезда движется по небесной сфере со скоростью 0,247″ в год на  северо-восток и является членом движущейся группы звёзд Большой Медведицы.

## Свойства звезды
45 Волопаса — карлик, спектрального класса F5V, что указывает на то, что водород в ядре звезды служит ядерным «топливом», то есть звезда находится на главной последовательности. Звезда излучает энергию со своей внешней атмосферы при эффективной температуре около 6435 К, что придаёт ей характерный жёлто-белый цвет звезды спектрального класса F.
Для того чтобы планета, аналогичная нашей Земле, получала примерно столько же энергии, сколько она получает от Солнца, её надо было бы поместить на расстоянии 1,8 а.е., т.е. несколько дальше той орбиты, где в Солнечной системе находится Марс, чья большая полуось равна 1,52 а.е. Причём с такого расстояния, 45 Волопаса выглядела бы на 12% меньше нашего Солнца, каким мы его видим  с Земли — 0,44° (угловой диаметр нашего Солнца — 0,5°).
Звезда имеет поверхностную гравитацию 4,19 СГС  или 154,9 м/с2, то есть значительно меньше, чем на Солнце (274,0 м/с2), что, по-видимому, может объясняться большой поверхностью звезды при не очень большой массе. Звёзды, имеющие планеты, имеют тенденцию иметь большую металличность по сравнению Солнцем и 45 Волопаса имеет значение металличности практически такое же как на Солнце: содержание железа в ней относительно водорода составляет 0,95% от солнечного значения (Хотя до 2000-х годов считалось, что металличность звезды равна 113% от  солнечного значения). Скорость вращения звезды гораздо выше солнечной 39,8 км/с, что даёт период вращения звезды порядка 1 дня. Возраст звезды оценивается в 1,6 млрд. лет .
45 Волопаса демонстрирует переменность: во время наблюдений яркость звезды меняется на несколько сотых величин, но без какой-либо периодичности, тип переменной также не установлен. Также 45 Волопаса является источником рентгеновского излучения.

## Планетная система
В 2019 году учёными, анализирующими данные проектов HIPPARCOS и Gaia, у звезды обнаружена планета.

## История изучения кратности звезды
Двойственность звезды была открыта в 1888 году немецким астрономом Р. Энгельманом (компонент B) и звезда вошла в каталоги как ENG 52 . В 1887 году была открыта тройственность звезды  (компонент C). Согласно Вашингтонскому каталогу визуально-двойных звёзд, параметры этих компонентов приведены в таблице:
| Компонент | Год  | Количество измерений | Позиционный угол | Угловое расстояние | Видимая звёздная величина 1 компонента | Видимая звёздная величина 2 компонента |
| AB        | 1826 | 12                   | 55°              | 108.2″             | 4.93m                                  | 10.8m                                  |
| AB        | 1922 | 12                   | 51°              | 106″               | 4.93m                                  | 10.8m                                  |
| AB        | 2012 | 12                   | 40°              | 103.5″             | 4.93m                                  | 10.8m                                  |
| AC        | 1887 | 18                   | 50°              | 252.3″             | 4.93m                                  | 9.9m                                   |
| AC        | 1923 | 18                   | 40°              | 243.5″             | 4.93m                                  | 9.9m                                   |
| AC        | 2002 | 18                   | 18°              | 247.9″             | 4.93m                                  | 9.9m                                   |
| BC        | 1888 | 10                   | 45°              | 144.7″             | 11.7m                                  | 10.2m                                  |
| BC        | 1907 | 10                   | 37°              | 141.7″             | 11.7m                                  | 10.2m                                  |
| BC        | 2015 | 10                   | 358°             | 169.6″             | 11.7m                                  | 10.2m                                  |

Обобщая все сведения о звезде, можно сказать, что у звезды 45 Волопаса всё же нет ни одного спутника. Компоненты B, C, звёзды 9-й и 10-й величины, лежащие на угловых расстояниях 103.5, 247.9 и 169.6 секунд дуги двигаются  слишком быстро для орбитального движения, что делает «спутники», по-видимому, просто звёздами, лежащими на линии прямой видимости.

## Ближайшее окружение звезды
Следующие звёздные системы находятся на расстоянии в пределах 20 световых лет от звезды 45 Волопаса (включены только: самая близкая звезда, самые яркие (<6,5m) и примечательные  звёзды). Их спектральные классы приведены на фоне цвета этих классов (эти цвета взяты из названий спектральных типов и не соответствуют наблюдаемым цветам звёзд):
| Звезда              | Спектральный класс | Расстояние, св. лет |
| HD 130948           | G2 V               | 7,2                 |
| Эта Северной Короны | G2 V               | 7,91                |
| Сигма Волопаса      | F2 V               | 16,37               |
| Ро Северной Короны  | G0 V               | 16,94               |
| 39 Змеи             | G1 V               | 18,31               |

Рядом со звездой, на расстоянии 20 световых лет, есть ещё порядка 10 красных,  оранжевых карликов и  жёлтых карликов спектрального класса G, K и M,  а также 1 белый карлик которые в список не попали.